# Awkward
Awkward är en amerikansk tonårskomediserie som handlar om den 16-åriga Jenna Hamilton, en tjej som har det svårt i skolan på grund av att hon inte "syns". Men allting tar en vändning då hon råkar ut för en helt oskyldig olyckshändelse som i missförstånd får henne att bli till "självmordstjejen". Plötsligt får hon all uppmärksamhet, helt ofrivilligt. Men trots allt ligger det någonting positivt i det hela.

## Roller
- Jenna P. Hamilton (Ashley Rickards)

Jenna är en 16-årig tjej som är väldigt intelligent, omtänksam, men dock lite utanför. Hon vill helt enkelt bara passa in. Allt tar sin vändning då hon råkar ut för en olyckshändelse, och alla på skolan tror då att hon försökt begå självmord. Till slut accepterar hon sitt öde och gör det bästa av situationen.
- Matty McKibben (Beau Mirchoff)

Matty är den snyggaste och populäraste killen i deras årskurs. Han och Jenna hade sex sommarlovet innan serien började men vill inte att någon ska veta. De fortsätter att ha sex i hemlighet under första säsongen men hon vill att det ska bli något mer.
- Jake Rosati (Brett Davern)

Jake är en av de populäraste killarna och Mattys bästa vän. Han är snygg, omtänksam och kärleksfull och en tjejs drömkille som alltid finns där. Han är i säsong 1 ihop med Lissa men då han börjar lära känna Jenna så börjar han gilla henne.